# ダラカニ
ダラカニ（Dalakhani、ダラハニとも表記）とは、アイルランドで生まれ、フランスで調教された競走馬である。おもな勝ち鞍は2003年ジョッケクルブ賞（フランスダービー）、凱旋門賞、リュパン賞、2002年クリテリウム・アンテルナシオナルなど。2003年カルティエ賞年度代表馬。

## 戦績

### 2歳時代
2002年の8月に、クリストフ・スミヨン騎手を背にデビューする。以後、すべてのレースでスミヨンが騎乗することになる。そのデビュー戦を勝つと、続くG3競走のシェーヌ賞も勝利。2連勝で2歳G1のクリテリウム・アンテルナシオナルに出走し、ここでもクビ差ながら勝利し、デビュー以来無敗の3連勝となる。

### 3歳時代
年が明けて2003年、3歳になったダラカニはG2のグレフュール賞から始動し、ここでも勝利。次にジョッケクルブ賞の前哨戦であるG1のリュパン賞を勝利すると、本番のジョッケクルブ賞でも危なげなく勝利し、これでデビュー以来無敗の6連勝を達成。アイルランドに遠征し、アイリッシュダービーに出走する。レースでは1番人気に支持され、直線で早めに先頭に立つも、外からやってきたアラムシャーに並ばれ、必死に食い下がるものの2分の1馬身振り切られて2着と敗れ、デビュー以来初めて土をつけられてしまう。
フランスに帰国したダラカニは、凱旋門賞のプレップレースであるニエル賞に出走し、ドワイエンを半馬身差凌いで勝利。本番の凱旋門賞では、当時の最強古馬のハイシャパラルや、サンクルー大賞および前哨戦のフォワ賞をも制したアンジュガブリエル、エプソムダービー優勝馬のクリスキンなど有力馬が顔を揃えた。レースでは後方に位置し、ハイシャパラルなど前方の有力馬の手ごたえが怪しくなってきたころにじわじわと進出し、好位から抜け出した伏兵ムブタカーとの距離を徐々に詰めていき、ゴール前200メートル地点で並んで交わすと、そのまま叩き合いを制してゴールイン。凱旋門賞に勝利する。これらの活躍が評価され、2003年度のカルティエ賞年度代表馬に選出された。このレースをもって引退した。

### 競走成績
| 出走日     | 競馬場     | 競走名               | 格 | 距離    | 着順 | 騎手       | 着差      | 1着（2着）馬       |
| ---------- | ---------- | -------------------- | -- | ------- | ---- | ---------- | --------- | ------------------ |
| 2002.08.29 | ドーヴィル | プリドージュ賞       |    | 芝1400m | 1着  | C.スミヨン | 3/4馬身   | (Solo Tango)       |
| 2002.09.22 | ロンシャン | シェーヌ賞           | G3 | 芝1600m | 1着  | C.スミヨン | 2 1/2馬身 | (Mister Charm)     |
| 2002.11.02 | サンクルー | クリテリウム国際     | G1 | 芝1600m | 1着  | C.スミヨン | クビ      | (Chevalier)        |
| 2003.04.20 | ロンシャン | グレフュール賞       | G2 | 芝2100m | 1着  | C.スミヨン | 1/2馬身   | (Jipapibaquigrafo) |
| 2003.05.11 | ロンシャン | リュパン賞           | G1 | 芝2100m | 1着  | C.スミヨン | 1馬身     | (Super Celebre)    |
| 2003.06.01 | シャンティ | ジョッケクルブ賞     | G1 | 芝2400m | 1着  | C.スミヨン | 2馬身     | (Super Celebre)    |
| 2003.06.29 | カラ       | アイリッシュダービー | G1 | 芝12f   | 2着  | C.スミヨン | 1/2馬身   | Alamshar           |
| 2003.09.14 | ロンシャン | ニエル賞             | G2 | 芝2400m | 1着  | C.スミヨン | 1 1/2馬身 | (Doyen)            |
| 2003.10.05 | ロンシャン | 凱旋門賞             | G1 | 芝2400m | 1着  | C.スミヨン | 3/4馬身   | (Mubtaker)         |

## 特徴
生涯でいちども連対を外さず、負けたのはアイリッシュダービーのときだけであった。抜群の安定感を誇る本馬だが、レースで勝つときはそれほど千切ることはなかった。凱旋門賞のときは、前を行くムブタカーを急追するも、並ぶとじわじわと差を広げていた。

## 種牡馬入り後
競走馬引退後にアイルランドのギルタウンスタッドで種牡馬となり、2004年から供用される。初年度種付け料は45000ユーロ。2007年に初年度産駒デビュー。初年度産駒から4頭のG1勝ち馬を輩出するなど、種牡馬としても成功を収めている。12ハロン以上で活躍したコンデュイットに代表されるように、中長距離を得意とする産駒が多い。
2016年に種牡馬を引退、フランス・ノルマンディーのアガカーンスタッドで余生を送る。
2021年1月15日に死亡。
- 2005年生
  - コンデュイット (Conduit) - ブリーダーズカップ・ターフ2回、セントレジャーステークス、キングジョージ6世&クイーンエリザベスステークス
  - ムーンストーン (Moonstone) - アイリッシュオークス
  - チャイニーズホワイト (Chinese White) - プリティーポリーステークス
  - ダンカン (Duncan) - アイリッシュセントレジャー
- 2008年生
  - リライアブルマン (Reliable Man) - ジョッケクルブ賞、クイーンエリザベスステークス
  - ゼイスモス（Seismos） - バイエルン大賞
- 2010年産
  - インテグラル（Integral） - ファルマスステークス、サンチャリオットステークス
- 2014年産
  - シャキール（Shakeel） - パリ大賞典
  - デフォー（Defoe）-コロネーションカップ

## 血統表
| ダラカニの血統ミルリーフ系／Princequillo 5×5=6.25% | ダラカニの血統ミルリーフ系／Princequillo 5×5=6.25% | ダラカニの血統ミルリーフ系／Princequillo 5×5=6.25% | （血統表の出典）   | （血統表の出典）  |
| 父 Darshaan 1981 黒鹿毛                            | 父の父Shirley Heights 1975 鹿毛                    | Mill Reef                                          | Never Bend         | Never Bend        |
| 父 Darshaan 1981 黒鹿毛                            | 父の父Shirley Heights 1975 鹿毛                    | Mill Reef                                          | Milan Mill         |                   |
| 父 Darshaan 1981 黒鹿毛                            | 父の父Shirley Heights 1975 鹿毛                    | Hardiemma                                          | *ハーディカヌート  | *ハーディカヌート |
| 父 Darshaan 1981 黒鹿毛                            | 父の父Shirley Heights 1975 鹿毛                    | Hardiemma                                          | Grand Cross        |                   |
| 父 Darshaan 1981 黒鹿毛                            | 父の母Delsy 1972 黒鹿毛                            | Abdos                                              | Arbar              | Arbar             |
| 父 Darshaan 1981 黒鹿毛                            | 父の母Delsy 1972 黒鹿毛                            | Abdos                                              | Pretty Lady        |                   |
| 父 Darshaan 1981 黒鹿毛                            | 父の母Delsy 1972 黒鹿毛                            | Kelty                                              | *ヴェンチア        | *ヴェンチア       |
| 父 Darshaan 1981 黒鹿毛                            | 父の母Delsy 1972 黒鹿毛                            | Kelty                                              | *マリラ            |                   |
| 母 Daltawa 1989 芦毛                               | 母の父Miswaki 1978 栗毛                            | Mr. Prospector                                     | Raise a Native     | Raise a Native    |
| 母 Daltawa 1989 芦毛                               | 母の父Miswaki 1978 栗毛                            | Mr. Prospector                                     | Gold Digger        |                   |
| 母 Daltawa 1989 芦毛                               | 母の父Miswaki 1978 栗毛                            | Hopespringseternal                                 | Buckpasser         | Buckpasser        |
| 母 Daltawa 1989 芦毛                               | 母の父Miswaki 1978 栗毛                            | Hopespringseternal                                 | Rose Bower         |                   |
| 母 Daltawa 1989 芦毛                               | 母の母Damana 1981 芦毛                             | *クリスタルパレス                                  | Caro               | Caro              |
| 母 Daltawa 1989 芦毛                               | 母の母Damana 1981 芦毛                             | *クリスタルパレス                                  | Hermieres          |                   |
| 母 Daltawa 1989 芦毛                               | 母の母Damana 1981 芦毛                             | Denia                                              | Crepello           | Crepello          |
| 母 Daltawa 1989 芦毛                               | 母の母Damana 1981 芦毛                             | Denia                                              | Rose Ness F-No.9-e |                   |

### 血統背景
半兄に1999年にワールドシリーズ・レーシング・チャンピオンシップの初代王者となり、さらにカルティエ賞年度代表馬、最優秀古馬、エクリプス賞最優秀芝牡馬と合計4つのタイトルを獲得したデイラミがいる。